# إمينبيرغ
إمينبيرغ (بالإنجليزية: Immenberg) هو أحد جبال سلسلة وجزء من القمة الأم يقع في كانتون تورغاو, سويسرا. يبلغ ارتفاع الجبل حوالي 706 متر، بينما يبلغ ارتفاع نتوء الجبل 198 متر.